# دانيال أووسو
دانيال أووسو (بالإنجليزية: Daniel Owusu)‏ هو لاعب كرة قدم غاني في مركز الوسط، ولد في 13 يوليو 1989 في غانا. لعب مع بيرسخوت إيه سي ونادي تورنهاوت ونادي فولهام.